# Kristl Strubbe
Kristl Strubbe (Mechelen, 1973) is een Belgisch journaliste en voormalig politica voor de Open Vld.

## Levensloop
Ze heeft journalistiek gestudeerd.
Strubbe werkte als journaliste op de nieuwsredactie van Studio Brussel en presenteerde het nieuws op RTV en AVS. Daarna ging ze aan de slag bij VTM, waar ze drie jaar reportages maakte en live verslag uitbracht. Ze presenteerde er ook twee jaar Het Nieuws. Daarnaast schreef ze ook voor De Morgen. In 2004 nam ze ontslag bij VTM en later dat jaar werd ze woordvoerder van Bart Somers.
Strubbe kwam in 2006 op voor de gemeenteraadsverkiezingen in Mechelen voor de VLD. Zij kreeg de 4de plaats op de kieslijst en werd verkozen als gemeenteraadslid. Nadat Leo Stevens middels een brief op 20 oktober 2007 ontslag nam als schepen en gemeenteraadslid naar aanleiding van een gerechtelijk onderzoek naar fraude, legde zij de eed af als schepen tijdens de gemeenteraadszitting van 23 oktober 2007. In 2012 stelde ze zich opnieuw verkiesbaar en werd verkozen. Ze besloot na de verkiezingen echter uit de politiek te stappen. De raad van bestuur van de erfgoedvereniging Herita heeft Kristl Strubbe benoemd tot haar nieuwe algemeen directeur. Vanaf begin januari 2013 gaat zij daar aan de slag. In september 2016 stapte ze er op. Ze werd daarna consulente in de cultuursector. In 2021 werd ze directeur marketing en ontwikkeling bij Museum Hof van Busleyden en later dat jaar werd ze er algemeen directeur. Vanaf augustus 2025 is ze algemeen directeur van de Brugse musea.
Strubbe was getrouwd met tv-figuur Hans Otten van 2001 tot 2004. Ze kregen samen 2 kinderen. In 2010 hertrouwde ze met Vincent Stuer, met wie ze nog 2 dochters kreeg.
- International Standard Name Identifier: 0000 0003 9483 7786
- Nederlandse Thesaurus van Auteursnamen: 162400179
- Virtual International Authority File: 289397154
- WorldCat: E39PBJqqBqKhFhWvgb69xfgVG3